# Medon varamontis
Medon varamontis é um gênero de besouros. Foi descrito pela primeira vez por Volker Assing em 2013. Medon varamontis pertence ao gênero Medon, e família dos Staphylinidae.

## Faixa Geográfica

### Descrição do intervalo:
Medon varamontis é uma espécie endémica de uma única ilha de S. Miguel (Açores, Portugal) (Borges et al.
2010), conhecido da Reserva Florestal Natural do Pico da Vara. A extensão de ocorrência (EOO) é de 4 km² e
a área máxima estimada de ocupação (AOO) é de 4 km².

### Natural:
- Portugal (Açores)